# Kenny Sansom
Kenneth Graham Sansom (Londra, 26 settembre 1958) è un ex calciatore inglese, di ruolo difensore.
Detiene il primato di presenze (86, dal 1979 al 1988) con la Nazionale inglese per un terzino.

## Carriera

### Club
Ha giocato per buona parte della carriera tra Crystal Palace (1975 – 1980) e Arsenal (1980 – 1988) giocando quasi 500 partite di campionato. In seguito, fra il 1988 e il 1993, ha vestito le maglie di Newcastle Utd, QPR e Coventry City, sempre per brevi periodi. Negli ultimi anni ha indossato anche i colori di Everton, Brentford e Watford, scendendo però in campo pochissime volte. Ha chiuso l’attività nel 1994, finendo poi alcolizzato.

### Nazionale
Ha disputato 86 partite (1 rete) tra il 1979 e il 1988, risultando convocato per i Mondiali del 1982 e 1986 e per gli Europei del 1980 e 1988.

## Palmarès

### Club

#### Competizioni giovanili
- FA Youth Cup: 1

Crystal Palace: 1976-1977

#### Competizioni nazionali
- Coppa di Lega inglese: 1

Arsenal: 1986–1987